# Contea di Ulju
Ulju (Hangŭl: 울주군; Hanja: 蔚州郡) è una contea di Ulsan. Ha una superficie di 754,94 km² e una popolazione di 202.292 abitanti al 2011.